# Martin Place (métro de Sydney)
 (novembre 2024).
Si vous disposez d'ouvrages ou d'articles de référence ou si vous connaissez des sites web de qualité traitant du thème abordé ici, merci de compléter l'article en donnant les références utiles à sa vérifiabilité et en les liant à la section « Notes et références ».
Martin Place est une station de métro à Sydney, en Australie. Située sur la seule ligne du métro de Sydney entre Barangaroo et Gadigal, elle a été mise en service le 19 août 2024.